# Bryce Hall
Bryce Hall (* 5. November 1997 in Harrisburg, Pennsylvania) ist ein US-amerikanischer American-Football-Spieler auf der Position des Cornerbacks. Aktuell spielt er für die Tampa Bay Buccaneers in der National Football League (NFL).

## Frühe Jahre
Hall besuchte die Bishop McDevitt High School in Harrisburg, Pennsylvania, an der er in der Footballmannschaft aktiv war. Er kam zu seinen Highschoolzeiten hauptsächlich als Wide Receiver, aber auch als Defensive Back zum Einsatz. In seiner Zeit an der Highschool konnte er den Ball als Receiver insgesamt für 2386 Yards und 35 Touchdowns fangen. Nach seinem Highschoolabschluss erhielt er ein Stipendium von der University of Virginia, für die er von 2016 bis 2019 spielte. Dort wechselte er die Position und wurde fortan hauptsächlich als Cornerback eingesetzt. Bereits in seinem ersten Studienjahr wurde er als Backup eingesetzt, ab seiner zweiten Saison wurde er Stammspieler. Im Oktober 2019 verletzte er sich jedoch am Knöchel, sodass seine letzte Saison für ihn vorzeitig beendet wurde. Insgesamt konnte er so 154 Tackles, 4 Sacks und 5 Interceptions verzeichnen. Dabei verhalf er seinem Team zu einem Sieg im Belk Bowl 2018. Auch Hall erhielt Anerkennung, so wurde er 2018 ins Second-Team All-American sowie ins First-Team All-ACC gewählt.

## NFL
Hall wurde beim NFL Draft 2020 in der 5. Runde an 158. Stelle von den New York Jets ausgewählt. Zu Saisonbeginn war er allerdings noch von Verletzungen geplagt. So kam er erst am 9. Spieltag bei der 27:30-Niederlage gegen die New England Patriots zu seinem NFL-Debüt, bei dem er zwei Tackles verzeichnete. Am 11. Spieltag stand er bei der 28:34-Niederlage gegen die Los Angeles Chargers erstmals in der Startformation der Jets und konnte in dem Spiel insgesamt 7 Tackles verzeichnen, seine Saisonhöchstleistung. Dies gelang ihm erneut am 13. Spieltag bei der 28:31-Niederlage gegen die Las Vegas Raiders. Am 15. Spieltag konnte er beim 23:20-Sieg der Jets gegen die Los Angeles Rams seine erste Interception in der NFL von Quarterback Jared Goff fangen. Insgesamt kam Hall in seiner Rookie-Saison ab dem 9. Spieltag in jedem Spiel zum Einsatz und konnte dabei 36 Tackles sowie eine Interception verzeichnen.
In der Saison 2021 entwickelte er sich zum festen Stammspieler in der Defense der Jets. So wurde er unter dem neuen Cheftrainer Robert Saleh in jedem der 17 Saisonspiele als Starter eingesetzt. Am 4. Spieltag gelangen ihm beim 27:24-Sieg gegen die Tennessee Titans zusammen mit Bryce Huff zwei Quarterback Hits und ein halber Sack an Quarterback Ryan Tannehill. Am 17. Spieltag konnte er bei der 24:28-Niederlage gegen die Tampa Bay Buccaneers sogar neun Tackles verzeichnen, bis dato seine Karrierehöchstleistung. Zur Saison 2022 wurden die Cornerbackpositionen bei den Jets mit Sauce Gardner und D. J. Reed neu besetzt. Daneben hatte Hall mit Verletzungsproblemen zu kämpfen. Deswegen kam er in lediglich fünf Saisonspielen zum Einsatz, zumeist in den Special Teams.
Im März 2024 nahmen die Tampa Bay Buccaneers Hall unter Vertrag.
Hall ging als dritter Cornerback in die neue Saison. Nach nur 11 Snaps im ersten Saisonspiel 2024 sorgten ein ausgerenkter Knöchel und ein Wadenbeinbruch für das vorzeitige Saisonaus.

## Karrierestatistiken
| 2020                               | Jets             | 8  | 7  | 36  | 33  | 3  | 0,0 | 3  | 1 | 20 | 20,0 | 20 | 0 | 0 | 0 | 0 |
| 2021                               | Jets             | 17 | 17 | 79  | 66  | 13 | 0,5 | 16 | 0 | 0  | 0,0  | 0  | 0 | 0 | 0 | 0 |
| 2022                               | Jets             | 5  | 0  | 0   | 0   | 0  | 0,0 | 0  | 0 | 0  | 0,0  | 0  | 0 | 0 | 0 | 0 |
| 2023                               | Jets             | 9  | 2  | 7   | 5   | 2  | 0,0 | 2  | 1 | 5  | 5,0  | 5  | 0 | 0 | 1 | 1 |
| 2024                               | Bucs             | 1  | 0  | 0   | 0   | 0  | 0,0 | 0  | 0 | 0  | 0    | 0  | 0 | 0 | 0 | 0 |
| Gesamte Karriere                   | Gesamte Karriere | 40 | 26 | 122 | 104 | 18 | 0,5 | 21 | 2 | 5  | 12,5 | 20 | 0 | 0 | 1 | 1 |
| Quelle: pro-football-reference.com |                  |    |    |     |     |    |     |    |   |    |      |    |   |   |   |   |